# Бразилия на зимних Олимпийских играх 2018
Бразилия на зимних Олимпийских играх 2018 года была представлена 9 спортсменами в 3 видах спорта. На церемонии открытия Игр право нести национальный флаг было доверено участнику трёх Олимпийских игр бобслеисту Эдсону Биндилатти, а на церемонии закрытия — фигуристке Исадоре Уильямс, которая заняла 24-е место в женском одиночном катании. По итогам соревнований сборная Бразилии, принимавшая участие в своих восьмых зимних Олимпийских играх, вновь осталась без медалей.

## Состав сборной
В заявку сборной Бразилии для участия в Играх 2018 года вошли 9 спортсменов (6 мужчин и 3 женщины), которые выступят в 5 олимпийских дисциплинах.
 Бобслей
1. Эдсон Биндилатти
2. Эдсон Мартинс
3. Одирлей Пессони
4. Рафаэл Соуза

 Горнолыжный спорт
1. Мишел Маседо

 Лыжные гонки
1. Виктор Сантос
2. Жаклин Моран

 Сноуборд
1. Изабель Кларк Рибейро

 Фигурное катание
1. Исадора Уильямс

## Результаты соревнований

### Бобслей

#### Бобслей
Квалификация спортсменов для участия в Олимпийских играх осуществлялась на основании рейтинга IBSF (англ. IBSF Ranking) по состоянию на 14 января 2018 года. По его результатам сборная Бразилии смогла завоевать по одной олимпийской квоте в мужских двойках и четвёрках.
Мужчины
| Соревнование | Спортсмены                                                  | 1 заезд   | 1 заезд | 2 заезд   | 2 заезд | 3 заезд   | 3 заезд | 4 заезд               | 4 заезд               | Итоговый результат | Итоговое место | Отставание |
| Соревнование | Спортсмены                                                  | Результат | Место   | Результат | Место   | Результат | Место   | Результат             | Место                 | Итоговый результат | Итоговое место | Отставание |
| ------------ | ----------------------------------------------------------- | --------- | ------- | --------- | ------- | --------- | ------- | --------------------- | --------------------- | ------------------ | -------------- | ---------- |
| двойки       | Эдсон Биндилатти Рафаэл Соуза                               | 50,14     | 27      | 50,22     | 28      | 50,35     | 29      | завершили выступление | завершили выступление | 2:30,71            | 27             | —          |
| четвёрки     | Эдсон Биндилатти Рафаэл Соуза Эдсон Мартинс Одирлей Пессони | 49,75     | 25      | 49,94     | 24      | 49,80     | 22      | завершили выступление | завершили выступление | 2:29,49            | 23             | —          |

### Коньковые виды спорта

#### Фигурное катание
Большинство олимпийских лицензий на Игры 2018 года были распределены по результатам выступления спортсменов в рамках чемпионата мира 2017 года. По его итогам сборная Бразилии не смогла завоевать ни одной лицензии. Для получения недостающих олимпийских квот необходимо было успешно выступить на турнире Nebelhorn Trophy, где нужно было попасть в число 4-6 сильнейших в зависимости от дисциплины. По итогам трёх дней соревнований бразильским спортсменам удалось завоевать лицензию в женском одиночном катании. Её принесла участница Игр 2014 года Исадора Уильямс, занявшая на турнире пятое место.
| Соревнование              | Спортсмены      | Короткая программа | Короткая программа | Произвольная программа | Произвольная программа | Всего        | Всего |
| Соревнование              | Спортсмены      | Сумма баллов       | Место              | Сумма баллов           | Место                  | Сумма баллов | Место |
| ------------------------- | --------------- | ------------------ | ------------------ | ---------------------- | ---------------------- | ------------ | ----- |
| женское одиночное катание | Исадора Уильямс | 55,74              | 17 Q               | 88,44                  | 24                     | 144,18       | 24    |

### Лыжные виды спорта

#### Горнолыжный спорт
Квалификация спортсменов для участия в Олимпийских играх осуществлялась на основании специального квалификационного рейтинга FIS по состоянию на 21 января 2018 года. При этом НОК для участия в Олимпийских играх мог выбрать только того спортсмена, который вошёл в топ-500 олимпийского рейтинга в своей дисциплине, и при этом имел определённое количество очков, согласно квалификационной таблице. Страны, не имеющие участников в числе 500 сильнейших спортсменов, могли претендовать только на квоты категории «B» в технических дисциплинах. По итогам квалификационного отбора сборная Бразилии завоевала 1 олимпийскую лицензию категории «A», благодаря удачным выступлениям Мишела Маседо.
Мужчины
| Соревнование      | Спортсмены   | Скоростной спуск/ 1 спуск | Скоростной спуск/ 1 спуск | Слалом/ 2 спуск      | Слалом/ 2 спуск      | Всего                | Место                | Отставание           |
| Соревнование      | Спортсмены   | Время                     | Место                     | Время                | Место                | Всего                | Место                | Отставание           |
| ----------------- | ------------ | ------------------------- | ------------------------- | -------------------- | -------------------- | -------------------- | -------------------- | -------------------- |
| супергигант       | Мишел Маседо | не проводится             | не проводится             | не проводится        | не проводится        | DNS                  | DNS                  | DNS                  |
| слалом            | Мишел Маседо | DNF                       | DNF                       | завершил выступление | завершил выступление | завершил выступление | завершил выступление | завершил выступление |
| гигантский слалом | Мишел Маседо | DNF                       | DNF                       | завершил выступление | завершил выступление | завершил выступление | завершил выступление | завершил выступление |

#### Лыжные гонки
Квалификация спортсменов для участия в Олимпийских играх осуществлялась на основании специального квалификационного рейтинга FIS по состоянию на 21 января 2018 года. Для получения олимпийской лицензии категории «A» спортсменам необходимо было набрать максимум 100 очков в дистанционном рейтинге FIS. При этом каждый НОК может заявить на Игры 1 мужчину и 1 женщины, если они выполнили квалификационный критерий «B», по которому они смогут принять участие в спринте и гонках на 10 км для женщин или 15 км для мужчин. По итогам квалификационного отбора сборная Бразилии завоевала 2 олимпийские лицензии категории «B».
Мужчины
Дистанционные гонки
| Соревнование           | Спортсмены    | Результат | Место | Отставание |
| ---------------------- | ------------- | --------- | ----- | ---------- |
| 15 км свободным стилем | Виктор Сантос | 47:09,9   | 110   | +13:26,0   |

Женщины
Дистанционные гонки
| Соревнование           | Спортсмены   | Результат | Место | Отставание |
| ---------------------- | ------------ | --------- | ----- | ---------- |
| 10 км свободным стилем | Жаклин Моран | 30:50,3   | 74    | +5:49,8    |

#### Сноуборд
По сравнению с прошлыми Играми в программе соревнований произошёл ряд изменений. Вместо параллельного слалома были добавлены соревнования в биг-эйре. Во всех дисциплинах, за исключением мужского сноуборд-кросса, изменилось количество участников соревнований, был отменён полуфинальный раунд, а также в финалах фристайла спортсмены стали выполнять по три попытки. Квалификация спортсменов для участия в Олимпийских играх осуществлялась на основании специального квалификационного рейтинга FIS по состоянию на 21 января 2018 года. Для каждой дисциплины были установлены определённые условия, выполнив которые спортсмены могли претендовать на попадание в состав сборной для участия в Олимпийских играх. По итогам квалификационного отбора сборная Бразилии усилиями Изабель Кларк Рибейро завоевала олимпийскую лицензию в сноуборд-кроссе.
Женщины
Сноуборд-кросс
| Соревнование   | Спортсмены            | Квалификация | Квалификация | Квалификация | Четвертьфинал         | Четвертьфинал         | Полуфинал             | Полуфинал             | Финал                 | Итоговое место |
| Соревнование   | Спортсмены            | 1 спуск      | 2 спуск      | Место        | Заезд                 | Место                 | Заезд                 | Место                 | Место                 | Итоговое место |
| -------------- | --------------------- | ------------ | ------------ | ------------ | --------------------- | --------------------- | --------------------- | --------------------- | --------------------- | -------------- |
| сноуборд-кросс | Изабель Кларк Рибейро | DNS          | DNS          | DNS          | завершила выступление | завершила выступление | завершила выступление | завершила выступление | завершила выступление | 26             |